# ATP Challenger Rom-2
Das ATP Challenger Rom (offizieller Name: Roma Garden Open) ist ein seit 2002 jährlich stattfindendes Tennisturnier in der italienischen Hauptstadt Rom. Es ist Teil der ATP Challenger Tour und wird im Freien auf Sand ausgetragen. Rekordsieger sind im Einzel Aljaž Bedene und im Doppel Flavio Cipolla und Andreas Mies mit jeweils zwei Titeln.

## Liste der Sieger

### Einzel
| Jahr     | Sieger                   | Finalgegner            | Ergebnis        |
| -------- | ------------------------ | ---------------------- | --------------- |
| 2025     | Matteo Gigante           | Vilius Gaubas          | 6:2, 3:6, 6:4   |
| 2024     | Alejandro Moro Cañas     | Vilius Gaubas          | 7:5, 6:3        |
| 2023     | Sumit Nagal              | Jesper de Jong         | 6:3, 6:2        |
| 2022     | Franco Agamenone         | Gian Marco Moroni      | 6:1, 6:4        |
| 2021 (2) | Juan Manuel Cerúndolo    | Flavio Cobolli         | 6:2, 3:6, 6:3   |
| 2021 (1) | Andrea Pellegrino        | Hugo Gaston            | 3:6, 6:2, 6:1   |
| 2020     | abgesagt                 | abgesagt               | abgesagt        |
| 2019     | Henri Laaksonen          | Gian Marco Moroni      | 6:72, 7:62, 6:2 |
| 2018     | Adam Pavlásek            | Laslo Đere             | 7:61, 6:79, 6:4 |
| 2017     | Marco Cecchinato         | Jozef Kovalík          | 6:4, 6:4        |
| 2016     | Kyle Edmund              | Filip Krajinović       | 7:62, 6:0       |
| 2015     | Aljaž Bedene (2)         | Adam Pavlásek          | 7:5, 6:2        |
| 2014     | Julian Reister           | Pablo Cuevas           | 6:3, 6:2        |
| 2013     | Aljaž Bedene (1)         | Filippo Volandri       | 6:4, 6:2        |
| 2012     | Jerzy Janowicz           | Gilles Müller          | 7:63, 6:3       |
| 2011     | Simone Bolelli           | Eduardo Schwank        | 2:6, 6:1, 6:3   |
| 2010     | Federico Delbonis        | Florian Mayer          | 6:4, 6:3        |
| 2009     | Daniel Köllerer          | Andreas Vinciguerra    | 6:3, 6:3        |
| 2008     | Eduardo Schwank          | Éric Prodon            | 6:3, 6:72, 7:63 |
| 2007     | Thierry Ascione          | Victor Crivoi          | 6:3, 6:3        |
| 2006     | Oliver Marach            | Adrian Ungur           | 4:6, 6:4, 7:5   |
| 2005     | Olivier Patience         | Florent Serra          | 7:64, 7:5       |
| 2004     | Nicolas Coutelot         | Guillermo García López | 5:7, 7:5, 6:2   |
| 2003     | Giorgio Galimberti       | Victor Hănescu         | 6:2, 6:4        |
| 2002     | Martín Vassallo Argüello | Filippo Volandri       | 6:4, 6:0        |

### Doppel
| Jahr     | Sieger                               | Finalgegner                                | Ergebnis           |
| -------- | ------------------------------------ | ------------------------------------------ | ------------------ |
| 2025     | Erik Grevelius Adam Heinonen         | Marco Bortolotti Giorgio Ricca             | 7:62, 7:5          |
| 2024     | Luke Johnson Skander Mansouri        | Lorenzo Rottoli Samuel Vincent Ruggeri     | 6:2, 6:4           |
| 2023     | Nicolás Barrientos Francisco Cabral  | Andrei Golubew Denys Moltschanow           | 6:3, 6:1           |
| 2022     | Jesper de Jong Bart Stevens          | Sadio Doumbia Fabien Reboul                | 3:6, 7:5, [10:8]   |
| 2021 (2) | Sadio Doumbia (2) Fabien Reboul (2)  | Guido Andreozzi Guillermo Durán            | 7:5, 6:3           |
| 2021 (1) | Sadio Doumbia (1) Fabien Reboul (1)  | Paolo Lorenzi Juan Pablo Varillas          | 7:65, 7:5          |
| 2020     | abgesagt                             | abgesagt                                   | abgesagt           |
| 2019     | Philipp Oswald Filip Polášek         | Nikola Čačić Adam Pavlásek                 | kampflos           |
| 2018     | Kevin Krawietz Andreas Mies (2)      | Sander Gillé Joran Vliegen                 | 6:3, 2:6, [10:4]   |
| 2017     | Andreas Mies (1) Oscar Otte          | Kimmer Coppejans Márton Fucsovics          | 4:6, 7:612, [10:8] |
| 2016     | Bai Yan Li Zhe                       | Sander Arends Sam Weissborn                | 6:3, 3:6, [11:9]   |
| 2015     | Dustin Brown František Čermák        | Andrés Molteni Marco Trungelliti           | 6:1, 6:2           |
| 2014     | Radu Albot Artem Sitak               | Andrea Arnaboldi Flavio Cipolla            | 4:6, 6:2, [11:9]   |
| 2013     | Andre Begemann Martin Emmrich        | Philipp Marx Florin Mergea                 | 7:64, 6:3          |
| 2012     | Jamie Delgado Ken Skupski            | Adrián Menéndez Walter Trusendi            | 6:1, 6:4           |
| 2011     | Juan Sebastián Cabal Robert Farah    | Santiago González Travis Rettenmaier       | 2:6, 6:3, [11:9]   |
| 2010     | Mario Ančić Ivan Dodig               | Juan Pablo Brzezicki Rubén Ramírez Hidalgo | 4:6, 7:68, [10:4]  |
| 2009     | Simon Greul Christopher Kas          | Johan Brunström Jean-Julien Rojer          | 4:6, 7:62, [10:2]  |
| 2008     | Flavio Cipolla (2) Simone Vagnozzi   | Paolo Lorenzi Giancarlo Petrazzuolo        | 6:3, 6:3           |
| 2007     | Flavio Cipolla (1) Marcel Granollers | Stefano Galvani Manuel Jorquera            | 3:6, 6:1, [11:9]   |
| 2006     | Konstantinos Economidis Amir Hadad   | Manuel Jorquera Giancarlo Petrazzuolo      | 6:4, 4:6, [10:5]   |
| 2005     | Manuel Jorquera Dmitri Tursunow      | Victor Ioniță Răzvan Sabău                 | 1:6, 7:64, 6:4     |
| 2004     | Kornél Bardóczky Gergely Kisgyörgy   | Daniele Giorgini Manuel Jorquera           | 7:64, 4:6, 6:4     |
| 2003     | Amir Hadad Martín Vassallo Argüello  | Manuel Jorquera Diego Moyano               | 6:4, 3:6, 6:3      |
| 2002     | Gabriel Trifu Uladsimir Waltschkou   | Sergio Roitman Andrés Schneiter            | 6:1, 6:2           |